# Iso Lehmänkloppi
Iso Lehmänkloppi är öar i Finland. De ligger i Skärgårdshavet och i kommunen Nådendal i landskapet Egentliga Finland, i den sydvästra delen av landet. Öarna ligger omkring 37 kilometer väster om Åbo och omkring 190 kilometer väster om Helsingfors. Iso 
Arean för den av öarna koordinaterna pekar på är 1 hektar och dess största längd är 200 meter i sydöst-nordvästlig riktning. Närmaste större samhälle är Rimito, 18,3 km öster om Iso Lehmänkloppi.